# Сімак Сергій Васильович
Сергій Васильович Сімак (нар. 18 вересня 1973) — Доктор наук з державного управління, професор. Заслужений економіст України.

## Життєпис

### Освіта
1993 р. — «Київський технікум готельного господарства» (кафедра «Правознавства»)
1997 р. — «Київський економічний інститут менеджменту» (Диплом з «Менеджмент зовнішньоекономічної діяльності підприємства»)
2014 р. — Академія муніципального управління (факультет менеджменту, спеціальність «Адміністративний менеджмент»)

### Кар'єра
Загальний стаж роботи: 26 р. Ранг державного службовця: Сьомий.
- 1991—1993 — Київський технікум готельного господарства.
- 1993—1995 — менеджер київського представництва фірми «Crestar Overseas»; м. Київ
- 1995—1997 — Київський економічний інститут менеджменту
- 1997—1999 — інженер Державного експортно-імпортного банку України; м. Київ
- 1999—2001 — віце-президент «Кей АЙ ЕС»; м. Київ
- 2001—2003 — фінансовий директор промислово-комерційної фірми «Горлиця»; м. Київ
- 2003—2006 — президент Благодійного фонду «Примирення»; м. Київ
- 2006—2010 — директор «Укрєвробуд»; м. Київ
- 2011—2013 — начальник управління перспективного розвитку та координації будівництва апарату виконавчого органу Київської міської ради (Київської міської державної адміністрації); м. Київ
- 2014 — радник президента Федерації Футболу України[1]
- 2015 — проректор з науково — педагогічної роботи (економічний напрям), Академія муніципального управління, м. Київ
- з 2014 — радник Президента Федерації футболу України
- з 2013 — Генеральний директор Державного концерну «Спортивні арени України»
- з 2012 — (за сумісництвом) доцент Академії муніципального управління; м. Київ
- з 2012 — здобувач наукового ступеню доктора наук з державного управління, Академія муніципального управління; м. Київ

## Нагороди
- Заслужений економіст України
- Почесна Грамота Кабінету Міністрів України
- Почесна Грамота Київської міської державної адміністрації

## Родина
Сімейний стан: одружений. Дружина: Тетяна Мажаровська.
Донька Крістіна Мажаровська-Сімак (16 років)
Захоплення: історія Києва, футбол, гірські лижі, плавання.
Володіння мовами: українська, російська, англійська, французька.

## Статті та наукові видання

### Монографія
- Сімак С. В. Інституційний розвиток публічно-приватного партнерства: теорія, методологія, механізми державного управління: Монографія. — Київ: АМУ, 2016. — 392 с. ISBN 978-966-2341-25-6.

### Статті у наукових фахових виданнях
- Сімак С. В. Державно–приватне партнерство у сфері будівництва // Інвестиції: практика та досвід. — 2009. — № 4. — С. 45 — 48.
- Сімак С. В. Прямі та зворотні зв'язки інвестиційних процесів у державній політиці щодо будівництва та його підгалузей // Науковий вісник Академії муніципального управління: Вип. 1/2011: Державне управління та місцеве самоврядування / [за заг. ред. В. К. Присяжнюка, В. Д. Бакуменка]. — К.: ВПЦ АМУ, 2011. — С. 340 — 351.
- Сімак С. В. Вдосконалення аналізу стратегії розвитку інвестиційно–будівельного комплексу[Електронний ресурс] // Державне управління: удосконалення та розвиток. — 2011. — № 2. — Режим доступу до журналу: http://www.dy.nayka.com.ua
- Сімак С. В. Формування цілісної системи управління розвитком житлового будівництва // Науковий вісник Академії муніципального управління: Вип. 3/2011: Державне управління та місцеве самоврядування / [за заг. ред. В. К. Присяжнюка, В. Д. Бакуменка]. — К.: ВПЦ АМУ, 2011. — С. 240 — 253.
- Сімак С. В. Концептуальні засади державного управління інвестиційно– будівельним комплексом // Інвестиції: практика та досвід. — 2011. — № 5. — С. 112 — 116.
- Сімак С. В. Теоретичні засади формування взаємодії державного та приватного секторів в системі державного управління // Науковий вісник Академії муніципального управління. серія «Управління». Випуск 2/2013. — С. 213—221. УДК (351+352+353+354)(477)(06)
- Сімак С. В. Визначення доцільності взаємодії державного та приватного секторів у системі державного управління // Інвестиції: практика та досвід. — 2013. — № 12. — С. 120—123. ISSN 2306-6814
- Сімак С. В. Реалізація взаємодії державного та приватного секторів у системі державного управління розвитком інфраструктурної сфери // Інвестиції: практика та досвід. — 2013. — № 13. — С. 105—108. ISSN 2306-6814
- Сімак С. В. Формування та розвиток механізмів взаємодії державного та приватного секторів у системі державного управління // Інвестиції: практика та досвід. — 2013. — № 17. — С. 144—148. ISSN 2306-6814
- Сімак С. В. Ефективність взаємодії державного та приватного секторів в системі державного управління // Економіка та держава. — 2013. — № 11. — С. 108—111.
- Сімак С. В. Перспективні форми функціонування державно-приватного партнерства // Науковий вісник Академії муніципального управління. серія «Управління». Випуск 2/2014. — С. 130—139. УДК (351+352+353+354)(477)(06)
- Сімак С. В. Форми і моделі функціонування державно-приватного партнерства // Наукові розвідки з державного та муніципального управління . Зб. наук. пр. — Вип. 1/2014.– К.: АМУ, 2014. — С. 105—114.
- Сімак С. В. Світовий досвід організації державно-приватного партнерства // Наукові праці: Науково-методичний журнал. — Вип. 223. Т. 235. Державне управління. — Миколаїв: Вид-во ЧДУ ім.. Петра Могили, 2014. — С. 88-93.
- Сімак С. В. Інституційно–правові механізми державно–приватного партнерства при реалізації крупних стратегічних проектів //  Наукові розвідки з державного та муніципального управління . Зб. наук. пр. — Вип. 2/2014.– К.: АМУ, 2014. — С. 135—143.
- Сімак С. В. Сутність та інструменти реалізації взаємодії держави та бізнесу // Теорія та практика державного управління: зб. наук. пр. — Х. : Вид-во ХарРІ НАДУ «Магістр», 2014. — Вип. 1 (44). — С. 135—141.
- Сімак С. В. Інноваційні принципи реалізації державно-приватного партнерства на проектному рівні // Інвестиції: практика та досвід. — 2014. — № 9. — С. 149—151. ISSN 2306-6814
- Сімак С. В. Особливості взаємодії державного та приватного сектору в системі управління містобудівною діяльністю в Україні // Науковий вісник Академії муніципального управління. серія «Управління». Випуск 3-4/2015. — С. 108—115. УДК (351+352+353+354)(477)(06)
- Сімак С. В. Особливості методології дослідження державного управління публічно- приватним партнерством на сучасному етапі розвитку України // Інвестиції: практика та досвід. — 2016. — № 5. — С. 88-92. ISSN 2306-6814
- Сімак С. В. Інституційні основи дослідження механізмів взаємодії громадянського суспільства, влади та бізнесу [Електронний ресурс] // Державне управління: удосконалення та розвиток. — 2016. — № 4. — Режим доступу до журналу :http://www.by.nayka.com.ua

### Статті в закордонних виданнях
- Симак С. В. Усовершенствование реализации государственно-частного партнерства в системе государственного управления в рамках проектов національного развития / С. В. Симак// Научно-теоретический и практический журнал: Современный научный вестник, Белгород.– 2013. — № 14(153). — С.78-86.(свидетельство о рег. Средства массовой информации ПИ №ФС77-21429 выданное Федеральной Службой по надзору за соблюдением законодательства в сфере массовых коммуникаций и охране культурного наследия РФ)
- Симак С. В. Развитие механизмов государственно-частного партнерства в отношениях собственности // Научно-теоретический и практический журнал: Уральський научный вестник (ОРАЛДЫҢ ҒЫЛЫМ ЖАРШЫСЫ). –Республика Казахстан: г. Уральск: ТОО "Фирма Сервер + ", 2014. — № 1 (80). — С. 118—126. (свидетельство о постановке на учт ср-ва массовой информации от 10 февраля . № 6549-Ж, выд. Комитетом информации и архивов Министерства культуры, информации и спорта Республики Казахстан)
- Simak S. Patterns for the development of the institute of state and private partnership inUkraine// Public policy and economic development. Scientific and Practical Journal. — Issue 2 (6). : , : Petro Mohyla State University, 2014. — Р. 78-82.
- Simak S.Current status of cooperation between state and private sector in public administration in Ukraine / S. Simak // Středoevropskývĕstnĺk pro vĕdu a výzkum (Central European journal for science and research). — Praha. — NR 15(28) 2016. — P. 17-20.

### Тези доповідей на конференціях
- Сімак С. В. Модель державного управління інвестиційно–будівельною діяльністю // Макроекономічне регулювання інвестиційних процесів та впровадження стратегії інновативно–інноваційного розвитку в Україні: міжнар. наук.–практ. конф., 23–24 жовтня 2008 р.: [у 3 частинах]. — К.: РВПС України НАН України, 2008. — Ч.3. — С. 334—336.
- Сімак С. В. Механізм залучення інвестицій у будівництво на державному та регіональному рівнях // Фінансово–бюджетна політика в контексті соціального розвитку регіонів: міжнар. наук.–практ. конф., 10–20 березня 2009 р.: [у 2 т.].– Дніпропетровськ, ДДФА, 2009. — Т. 1. — С. 119—120.
- Сімак С. В. Складова змістовної інтерпретації теоретичних основ стратегічного управління інвестуванням в сфері будівництва // Інвестиційні пріоритети епохи глобалізації: влив на національну економіку та окремий бізнес: міжнар. наук.–практ. конф., 7–8 жовтня 2010 р.: [у 3 т.]. — Дніпропетровськ: Біла К. О., 2010. — Т. 2. — С. 81-83.
- Сімак С. В. Прогнозування ймовірних наслідків розвитку ринкових перетворень у будівельному комплексі // Сучасні тенденції розвитку менеджменту: міжрег. наук. конф., 9 грудня 2010 р. — Запоріжжя: ЗНУ, 2010. — С. 172—173.
- Сімак С. В. Сучасні  вимоги до механізму розподілу бюджетних коштів у капітальному будівництві // Ринкова трансформація економіки: стан, проблеми, перспективи: всеукр. наук.–практ. інтернет–конференція, 10 листопада 2010 р.: [у 2 т.]. — Харків: ХНТУСГ, 2010. — Т. 2. — С. 171 — 174.
- Сімак С. В. Базові положення формування та розвитку механізмів взаємодії державного та приватного секторів в системі державного управління // Державне управління та місцеве самоврядування: актуальні проблеми та шляхи їх вирішення: збірник тез І міжнародної науково-практичної конференції, 11-12 квітня 2013 р. — Рівне: НУВГП, 2013. — С.209-212.
- Сімак С. В. Вплив системи містобудівного кадастру на розвиток інвестиційних процесів в Україні // Інноваційні підходи та механізми державного та муніципального управління: матеріали міжнародної науково-практичної конференції, частина 1, 12 квітня 2013 р. — Київ: АМУ, 2013. — С.42-47.
- Сімак С. В. Реалізація соціально- економічних функцій в процесі взаємодії бізнесу і влади // Тенденція розвитку національного та міжнародного бізнесу в ХХІ столітті: матеріали науково-практичної конференції за міжнародної участі (Київ-Євпаторія, 25-26 квітня 2013 року). — Луганськ: Вид-во «Ноулідж», 2013. — С.132-134.
- Сімак С. В. Формування взаємодії державного та приватного секторів в системі державного управління розвитком інфраструктурної сфери // Materialy IX mezinarodnivedecko — praktickaconference «Aplikovanevedeckenovinky — 2013»/ — Dil 4. Ekonomickevedy. Administrativa: Praha. PublishingHouse «Education and Science» s.r.o — Р. 74-76. ISBN 978-966-8736-05-6
- Сімак С. В. Реалізація системного підходу в дослідженні співпраці держави і бізнесу // Модернізаційні процеси державного та муніципального управління: матеріали міжнародної науково-практичної конференції, частина 2, 4 квітня 2014 р. — Київ: АМУ, 2014. — С.104-106.
- Сімак С. В. Визначення системи принципів успішного розвитку проектів публічно-приватного партнерства // Розвиток креативного публічного управління: матеріали міжнародної науково-практичної конференції, 8 квітня 2016 р. — Київ: АМУ, 2016. — С. 235.
- Сімак С. В. Розвиток публічно — приватного партнерства у контексті підвищення рівня конкурентоспроможності економіки України // Інформаційні технології в культурі, мистецтві, освіті, науці, економіці та бізнесі: матеріали міжнародної науково-практичної конференції, 21-22 квітня 2016 р. — Київ: КНУКіМ, 2016. — 182—187.
- Сімак С. В. Development of public — private partnership in the context of improving competitiveness economy of Ukraine // Materials of the XII International scientific and practical conference, «Trends of modern science — 2016», May 30 — June 7, Volume 7, Economic science. — Sheffield: Science and education LTD, 2016. — С. 65–67